# Ta det lugnt
Ta det lugnt är det tredje studioalbumet från den svenska rockgruppen Dungen och släpptes 2004 i Sverige på CD och vinyl. 2005 släpptes den även i USA med 4 bonusspår från EP:n Tyst minut. Albumet fick mycket positiva recensioner världen över.

## Spellista
1. "Panda" – 4:55
2. "Gjort bort sig" - 5:10
3. "Festival" - 3:43
4. "Du e för fin för mig" - 8:28
5. "Ta det lugnt" - 7:43
6. "Det du tänker idag är du i morgon" - 3:58
7. "Lejonet & kulan" - 2:48
8. "Bortglömd" - 4:27
9. "Glömd konst kommer stundom ånyo till heders" - 0:55
10. "Lipsill" - 2:45
11. "Om du vore en vakthund" - 3:02
12. "Tack ska ni ha" - 0:31
13. "Sluta följa efter" - 4:52

## Bonusspår
Extra spår i den amerikanska versionen:
14."Tyst minut" - 3:47
15."Jämna plågor" - 3:07
16."Sjutton" - 2:50
17."Christopher" - 2:01
18."Badsång" - 2:18